# Magyar Kisebbség (folyóirat)
A Magyar Kisebbség. Nemzetpolitikai Szemle 1922 és 1942 között havonta kétszer megjelenő folyóirat Lugoson. 480 számával a leghosszabb időtartamú romániai magyar folyóirat a két világháború között. Az 1989-es romániai forradalom után indították újra 1993-ban.

## Szerkesztése
Szerkesztette Jakabffy Elemér, Sulyok István és Willer József. Felelős szerkesztője 1924-ig Sulyok István, 1924-től Jakabffy Elemér, aki 1938-tól megszűnéséig a lap igazgatója is. 1924-től kizárólag Jakabffy Elemér a lap szerkesztője. 1923-tól melléklapot is jelentetett meg Glasul Minorităților  címmel, amely román, német és francia nyelvű cikkeiben éppúgy szolgálta az egyetemes kisebbségi ügyet és adattára volt minden, a kisebbségekre vonatkozó megnyilatkozásnak, mint a Magyar Kisebbség. Ugyancsak 1923-tól francia nyelvű mellékletben – La Voix des Minorités – közölte fontosabb cikkeinek, tanulmányainak kivonatát. 1929-30-ban Kisebbségi Iskolaügy címmel adott ki félévenkénti, 1934-től Népnevelés címen havi mellékletet, majd 1937-től Kisebbségi Jogélet  c. állandó melléklet is következett, ez utóbbit Asztalos Sándor és Mikó Imre (1-6. szám), majd Sáhy László és Kiss Árpád (7-9. szám) szerkesztette. A magas színvonalú, komolyan dokumentált, objektív hangvételű szemle az európai kisebbségtudomány úttörője volt, s nemcsak Romániában szerzett tekintélyt és széles olvasótábort, hanem nemzetközi téren is.

## Monográfia a folyóiratról
A Magyar Kisebbség monográfiáját még az 1980-as évek elején megírta Balázs Sándor, de a cenzúra megakadályozta a megjelenést, s a kézirat sokáig kiadásra várt, végül 1995-ben jelent meg. Ez az alapvető munka külön fejezetben méltatja Jakabffy külpolitikus voltát. A főszerkesztő eszerint "az egyetemes kisebbségi gondolat szolgálatában állt, amolyan »kisebbségi internacionalistának« tartotta magát". A mű hivatkozik a lap A mi ügyünk mint az európai politika próbaköve c. programcikkére (1933/22), melyben Jakabffy "a világháború veszélyét a 40 milliós európai kisebbséggel szemben tanúsított bűnös nemtörődömségben kereste". Ez egyben a Genfben székelő Népszövetség bírálata is volt, s megmagyarázza, miért korlátozódott a "Genfet járó kisebbségi-politikus" nemzetközi fellépése a romániai magyar sérelmek felpanaszolására. Bár a Magyar Kisebbség mint egyetlen európai kisebbségügyi fórum felkarolta a baszk, katalán, breton, lengyelországi ukrán és orosz, olaszországi és franciaországi német s más európai kisebbségek törekvéseit, Jakabffy fellépései a szervezett nemzetkisebbségi tanácskozásokon sem találkoztak kellő megértéssel egyfelől a kibontakozó fasizmus, másfelől egy kozmopolita "Európa-polgár" eszme – lényegében a kisebbségi kérdéseket elhanyagoló – előítélete következtében.
A Balázs-monográfia figyelmet szentel a jogtudós Albrecht Ferenc Tradicionális, önkéntes és kényszerkisebbségek c. tanulmányának (1931/6), s ennek tipizálása alapján értelmezi a lap kisebbségpolitikáját, mely az új országhatárok közé került magyarság jogvédelmét szolgálja mind az állampolgári hűség, mind a nemzetiségi követelmények egyeztetésével. A Magyar Kisebbségbenben találkozhatunk a románság olyan személyiségeivel, mint Vasile Goldiș, Constantin Costa-Foru, Silviu Dragomir, C. Rădulescu-Motru, Aurel Socol, Victor Eftimiu, Petru Groza, sőt esetenként Nicolae Iorga történész, akiknek a hivatalos román uralmi politikától elütő megnyilatkozásait szívesen közölte a lap. A magyar olvasók tárgyilagos szemlélete érdekében azonban kinyomtatott olyan fejtegetéseket is, amelyek a román állami törekvéseket tükrözték. "A folyóiratnak a románság felé nyújtott jobbja – írja Balázs Sándor – nem volt megalázkodás, nem zárta ki, sőt feltételezte a különbségtételt. Kitűnően el tudták választani a búzát az ocsútól, különbséget tettek a jóindulatú és rosszindulatú gesztusok között, s ezt a kritikai szelekciót a múltra is alkalmazták."

## A Magyar Kisebbség témakörei
Az élénksárga címlapjával feltűnő Magyar Kisebbség rendszeresen közölt művelődésszociológiai, irodalompolitikai tanulmányokat is. Munkatársi gárdáját Mikó Imre így jellemzi: "...a lap állandó munkatársai a konzervatív és liberális, sőt polgári radikális közírók, tudósok, politikusok köréből kerültek ki. A nagyszámú és jelentős külföldi szerző mellett katolikus történetírók – Karácsonyi János, Bíró Vencel, Bitay Árpád – éppen úgy megszólaltak, mint a szabadelvű Krenner Miklós vagy az Erdélyi Irodalmi Társaságban egymással szemben álló Dózsa Endre és a radikális Szentimrei Jenő, a kisközösségi önkormányzat eszméit hirdető Paál Árpád éppen úgy, mint ellenlábasa, a liberális Hegedűs Nándor [...] A munkatársi gárda általában mégiscsak a Magyar Párt reformszárnyát képviselte. Ezekhez csatlakozott a nemzetiségtudomány számos politikusa vagy szakembere, mint Gombos Benő, Balogh Artúr, Pál Gábor, Gál Kelemen, Fritz László, Balázs András és Móricz Miklós..."
Jelentős szerepet töltött be a Magyar Kisebbség a magyar iskolaügyet fenyegető megszorítások feltárásában. Barabás Endre tanítóképző intézeti igazgató a lap 1929. évi kötetében az erdélyi magyar iskolák számában beállott változásokat ismerteti, szemelvényeket közöl Románia oktatásügyi statisztikájából, beszámol a magyar tannyelvű állami középfokú iskolák sorsáról 1919-től 1928-ig, s kimutatást ad Erdély 1927. évi tanköteleseiről felekezet és anyanyelv szerint.
Jakabffy tudatosan gondoskodott az utánpótlásról. Főleg a fiatal jogásznemzedékkel foglalkozott, a Hitel köréhez tartozó Petrovay Tibor, Vita Sándor, Venczel József közreműködésével hozta össze a "fiatalok számát", melyet a fiatal magyar ügyvédeké követett Parecz György, Szilágyi Olivér, Kiss Árpád és Mikó Imre írásaival. A Vásárhelyi Találkozót a Magyar Kisebbség rokonszenvvel kísérte (Becsky István számolt be róla), s hamarosan sor került Asztalos Sándor és Mikó Imre szerkesztésében a havonta mellékelt Kisebbségi Jogélet sorozatára is.
Megnehezült körülmények közt folytatólag vállalta szerepét a Magyar Kisebbség az Antonescu-diktatúra alatt is Dél-Erdélyben. Ekkor lépett fel a lapban Szemlér Ferenc és Kacsó Sándor a felekezeti oktatás kérdéseivel, Vita Zsigmond és Józsa János tanulmányaival, a jogászok és közgazdászok új nemzedékéből Takáts Lajos, Kecskés József. A Magyar Kisebbség ebben az időben sokat foglalkozott helytörténettel, s különlenyomatként elindította a Délerdélyi és Bánsági Tudományos Füzetek sorozatát. 1942-ben a lap betiltásával ez a sorozat is megszűnt.

## Az 1993-ban újraindult folyóirat publicistáiból
- Szabó Árpád Töhötöm néprajzkutató
- Veres Valér szociológus